# Gemini Agena Target Vehicle

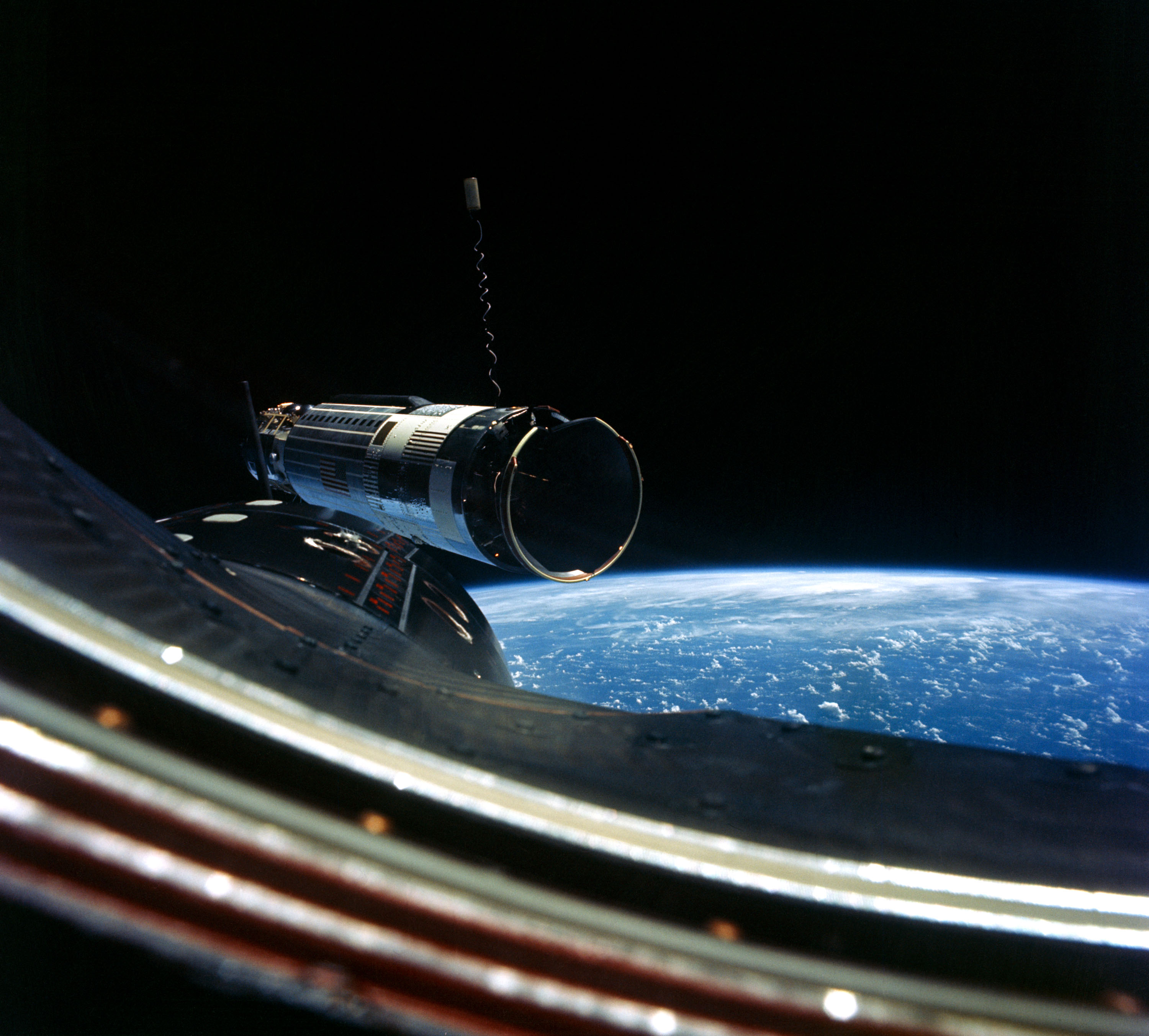
Blick auf das GATV der Gemini-10-Mission

Das Gemini Agena Target Vehicle (GATV) war ein orbitaler Zielflugkörper, der von der NASA während des Gemini-Programmes zur Erprobung von Rendezvous-Manövern eingesetzt wurde.
Die Fähigkeit zum Rendezvous im All war für das folgende Apollo-Programm wichtig, um während des Fluges zum Mond die Mondlandefähre mit der Kommandokapsel koppeln zu können. Die hierfür notwendigen Techniken wurden im Gemini-Programm erforscht und erlernt.
Das GATV bestand aus einer Agena-Oberstufe (hergestellt von Lockheed) und einem Andockadapter (hergestellt von McDonnell). Die Agena-Oberstufe wurde mit einer Atlas-Rakete vom Launch Complex 14 der Cape Canaveral Air Force Station gestartet.
Insgesamt wurden sieben GATVs gestartet.

## Augmented Target Docking Adapter

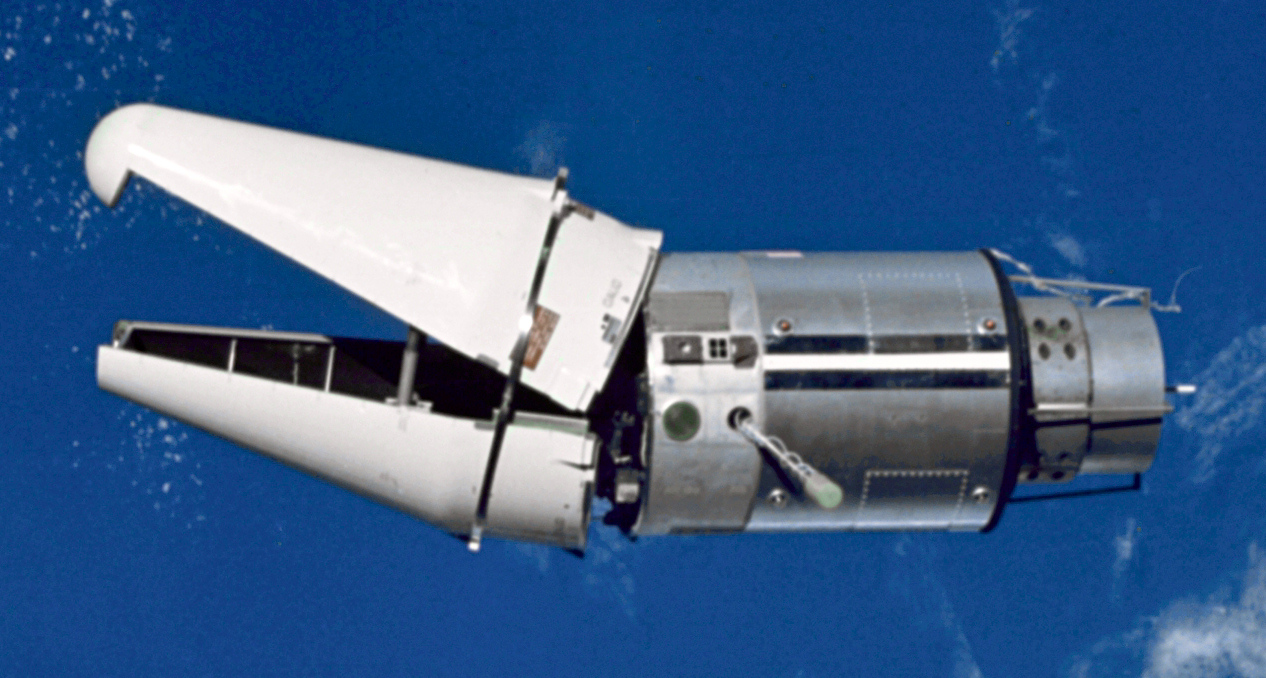
ATDA der Gemini-9-Mission. Deutlich zu sehen ist die nicht vollständig geöffnete Nutzlastverkleidung

Um gegen eventuelle Probleme bei der Entwicklung des GATV gewappnet zu sein, beschloss die NASA 1965, einen alternativen Zielflugkörper zu entwickeln, mit dem zumindest das Docking-Manöver ausgeführt werden konnte. Dazu wurde ein Andock-Adapter mit einer Lagekontrollsektion der Gemini-Kapsel versehen. Für den Start wurde keine Agena-Oberstufe benötigt. Die somit konstruierte Lösung aus Atlas-Rakete plus Andock-Adapter wurde als Augmented Target Docking Adapter (ATDA) bezeichnet und stand für die Gemini-8-Mission bereit. Nachdem klar wurde, dass das GATV für diese Mission bereitstehen würde, wurde der ATDA zunächst eingelagert.
Im Rahmen der Gemini-9-Mission versagte die Atlas-Trägerrakete, die das GATV in den Orbit transportieren sollte. Eine weitere Agena-Oberstufe mit Andock-Adapter war auf die Schnelle nicht verfügbar, so dass sich die NASA dazu entschloss, auf einen Reserveplan zurückzugreifen. Der eingelagerte ATDA wurde reaktiviert und als Ersatzziel gestartet. Dies bedeutete, dass es für die Astronauten nicht möglich sein würde, sich mit Hilfe der Agena-Oberstufe in eine höhere Umlaufbahn befördern zu lassen, jedoch könnte das Andock-Manöver wie geplant durchgeführt werden.
Beim Rendezvous-Manöver stellte sich jedoch heraus, dass sich die Nutzlastverkleidung nicht gelöst hatte und der Docking-Adapter damit unbenutzbar blieb.

## Startliste

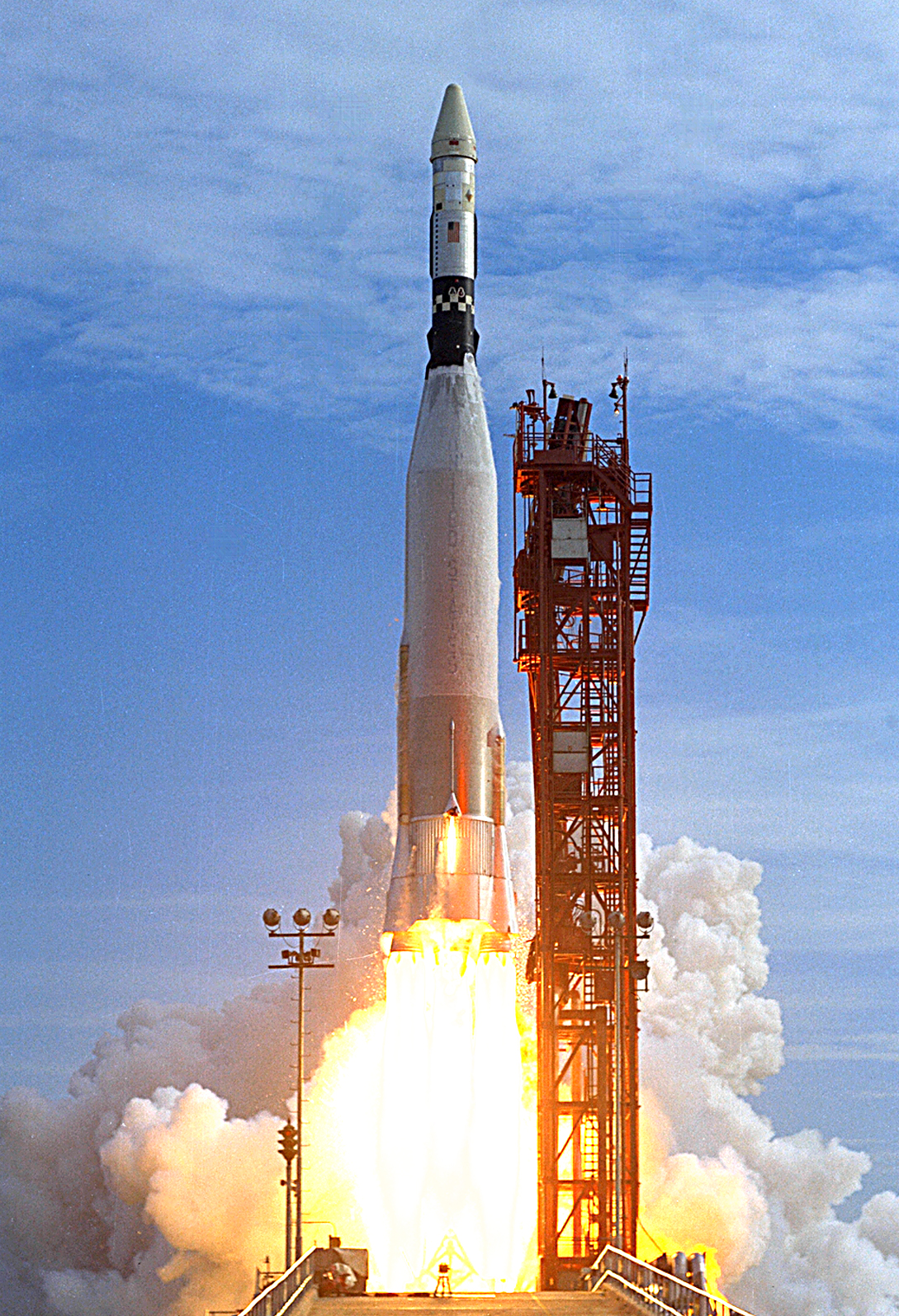
Start des GATV von Gemini 11

| Datum (UTC)        | Typ  | Mission   | Anmerkung(en) |
| ------------------ | ---- | --------- | --- |
| 25. Oktober 1965   | GATV | Gemini 6  | Agena-Oberstufe explodierte sechs Minuten nach dem Start                                                                    |
| 16. März 1966      | GATV | Gemini 8  | |
| 17. Mai 1966       | GATV | Gemini 9  | Verlust der Agena-Oberstufe durch einen Fehler im Kontrollsystem                                                            |
| 1. Juni 1966       | ATDA | Gemini 9  | Andockmanöver konnte nicht durchgeführt werden, da sich die Nutzlastverkleidung nicht wie geplant vom Dockingadapter löste. |
| 18. Juli 1966      | GATV | Gemini 10 | |
| 12. September 1966 | GATV | Gemini 11 | |
| 11. November 1966  | GATV | Gemini 12 | |